# Arthur Schlösser
Arthur Schlösser (Brusque, 26 de maio de 1916 — 28 de outubro de 1969) foi um esportista brasileiro.
Jogou futebol pelo Sport Club Brusquense, depois pelo Clube Atlético Carlos Renaux. Também disputou as modalidades de ginástica, punhobol, tênis, voleibol e basquetebol. 
É considerado o "pai" dos Jogos Abertos de Santa Catarina.